# Moerasdraak

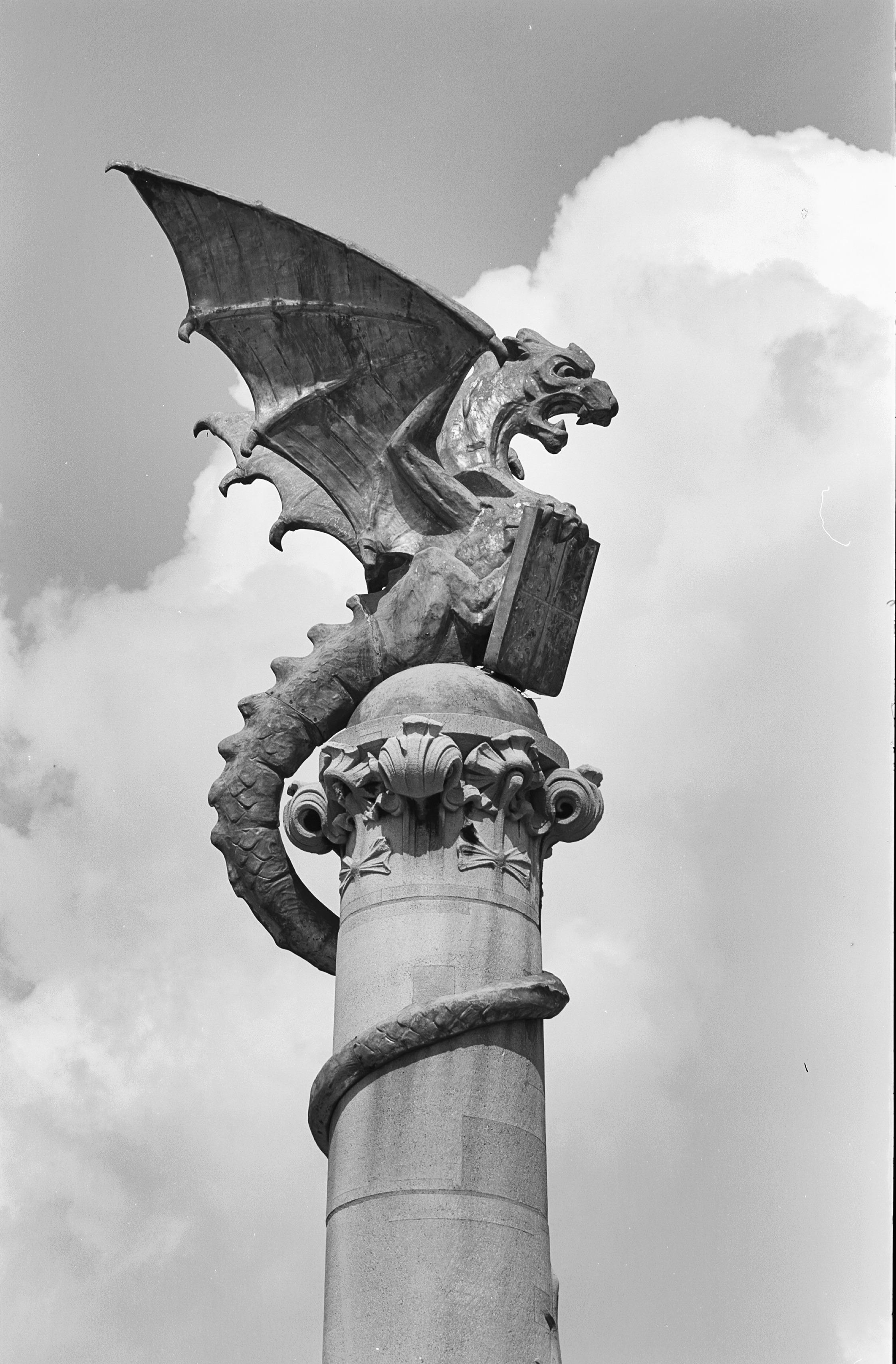
Drakenfontein met mogelijk de Moerasdraak

Moerasdraak was een bijnaam van 's-Hertogenbosch tijdens de Tachtigjarige Oorlog. De naam kreeg de stad van Joost van den Vondel in een lofdicht op Frederik Hendrik van Oranje vanwege haar ligging tussen moerasgebieden. 's-Hertogenbosch ligt lager dan de omliggende gebieden, en verschillende waterlopen als de Dommel en de Aa komen er bijeen. Hierdoor ontstonden de moerasgronden rond de stad, zoals Het Bossche Broek en de Moerputten.
Prins Maurits van Nassau, de latere prins van Oranje, had in 1601 en in 1603 gepoogd de stad in te nemen, maar door het moeras rondom de stad mislukte dit. Prins Frederik Hendrik van Oranje slaagde er wel in om bij het Beleg van 1629 de moerasdraak te overwinnen. De prins had Jan Adriaensz. Leeghwater ingeschakeld, die eerder de Beemster en de Purmer had drooggelegd. De riviertjes Aa en Dommel werden afgedamd en omgeleid en er werd een gracht om de stad gegraven. In de late negentiende eeuw kwam het romantische verhaal op dat de stad de bijnaam verworven had omdat ze als "oninneembaar" werd beschouwd. Dat was in de zeventiende en achttiende eeuw wel zo maar dat werd niet in verband gebracht met de naam. Vondel bedoelde de aanduiding negatief.
De beeltenis van de Drakenfontein op het Stationsplein, een gedenkteken voor de dochters van jonkheer Paulus Jan Bosch van Drakestein, is wel gezien als verwijzing naar deze bijnaam. Ook het logo van FC Den Bosch toont een draak.
Een veerpontje verbindt aan de noordwestkant de stad met het Bossche Broek. Dat pontje draagt ook de naam 'Moerasdraak'. 
Op 9 mei 2022 is er een film genaamd Moerasdraak uitgebracht van filmmaker Ruben Swart. Deze mockumentary vertelt naast de feitelijke geschiedenis ook een fictief verhaal over de bijnaam en de Drakenfontein.